# Antikva

Antikva

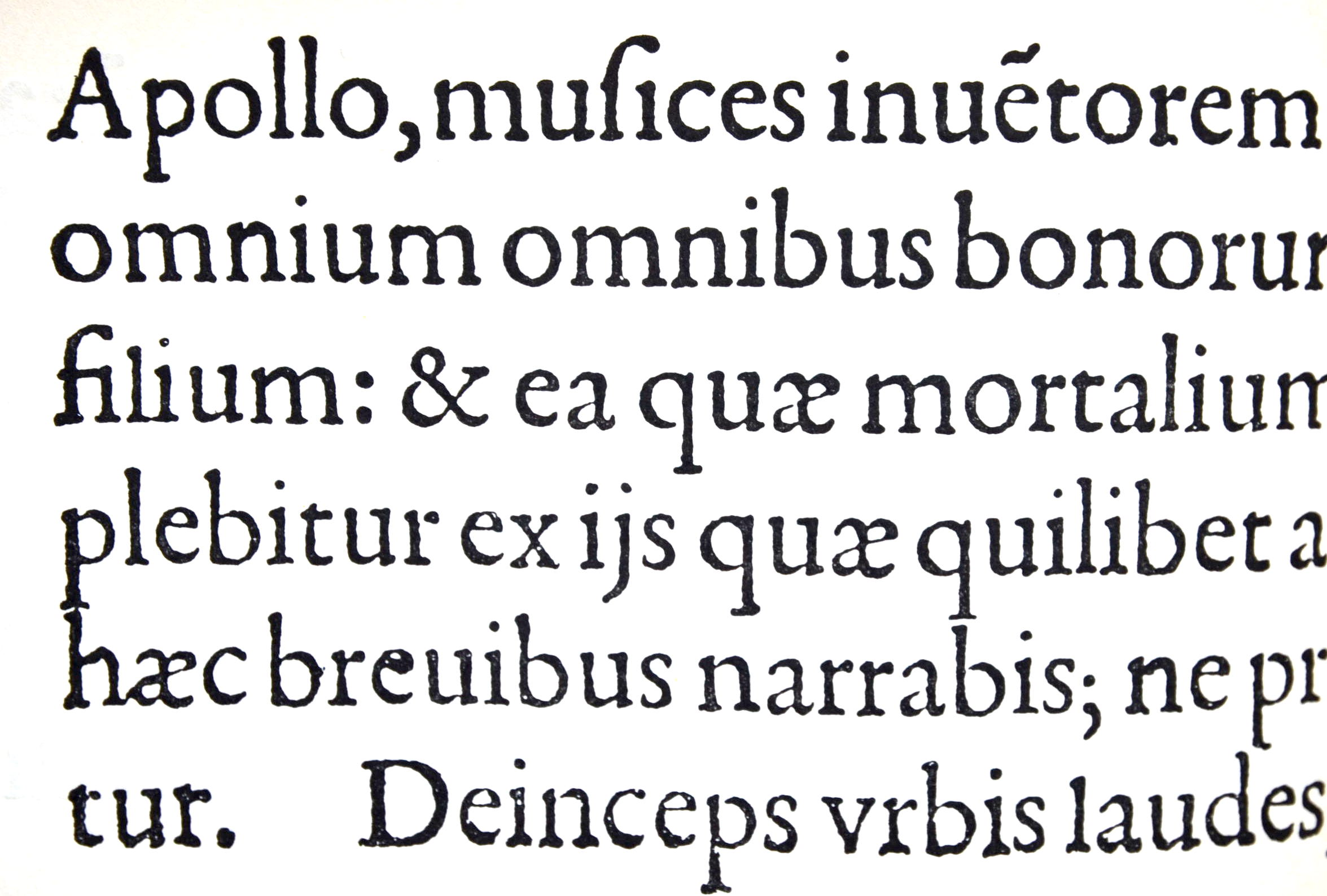
Původní Garamondovo písmo (1544)

Antikva (lat. antiqua, starobylá) je nejběžnější typ latinkového tiskacího písma, které se vyznačuje proměnlivou sílou tahů a patkami a tím se odlišuje od dalšího běžného písma, grotesku. V češtině bylo také podle použití nazývané latinské písmo, zatímco pro němčinu byla do roku 1941 používána fraktura (tiskové novogotické písmo, lidově švabach).

## Historie
Antikva vznikla jako humanistické písmo pro potřeby nového vynálezu knihtisku. Její majuskulní tvary vycházejí z antické kapitály a minuskulní tvary ze středověké karoliny. 
Gutenbergův vynález knihtisku (první kniha asi 1455) se šířil prostřednictvím tiskařů z německých oblastí, kde byla obvyklá gotická písma. První antikvy (od 1464) tak ještě vykazovaly některé prvky lomeného písma. Brzy se však vývoj antikvy soustředil do humanistické Itálie, zejména do severoitalských Benátek, podle kterých se i nejstarší písma nazývají benátská antikva. Hlavním a nejdokonalejším zástupcem těchto písem je antikva Nicolase Jensona z roku 1470, která se v upravených podobách používá dodnes. V Benátkách měl od roku 1495 tiskárnu i vydavatel Aldus Manutius, v jehož dílně pracoval rytec Francesco Griffo a vznikly zde písma ovlivňující další vývoj antikvy a také první italika.
Griffovým písmem ovlivněná tzv. starší antikva ještě zachovává některé prvky psaného písma, ale vyznačuje se užšími (úspornějšími) literami, lépe přizpůsobenou kresbou verzálek, tvarováním patek a charakteristická je také změna příčky u minuskového „e“ z šikmé na vodorovnou. Tato antikva získává svou klasickou podobu především v pařížské písmolijecké dílně Clauda Garamonda kolem roku 1540 a udržela se v knihtisku až do 18. století, kdy její znaky vykazují ještě písma Williama Caslona.
V 16. století získala antikva převedením humanistické polokurzívy do tiskové podoby svoji typografickou kurzivu, tzv. italiku.
Antikva se stala záhy velmi populární a zůstala v užívání dodnes. Protože antikva nezůstala v průběhu staletí neměnná, je rozeznáváno několik druhů antik: renesanční, barokní, klasicistní a tučná. V 19. století se objevila vedle antikvy také tzv. egyptienka, tedy lineární (nestínované) serifové písmo a bezserifový lineární tzv. grotesk.

## Typy antikvy

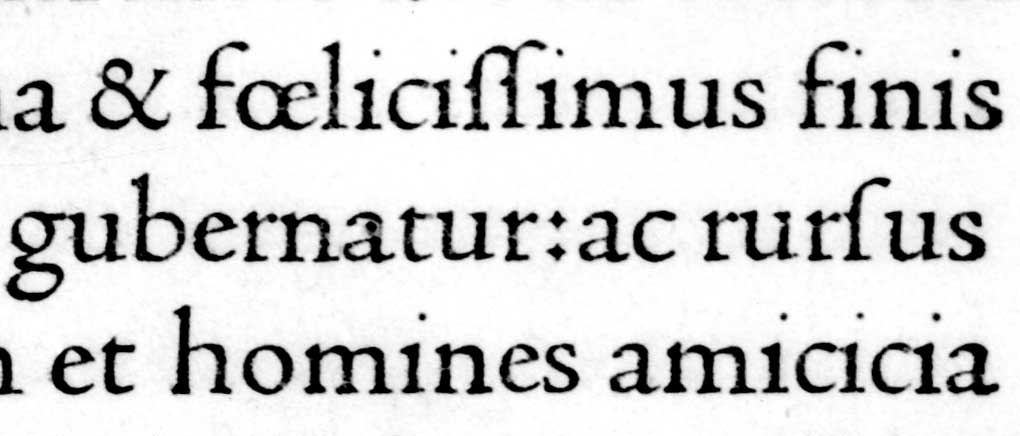
Jensonova antikva (1470)

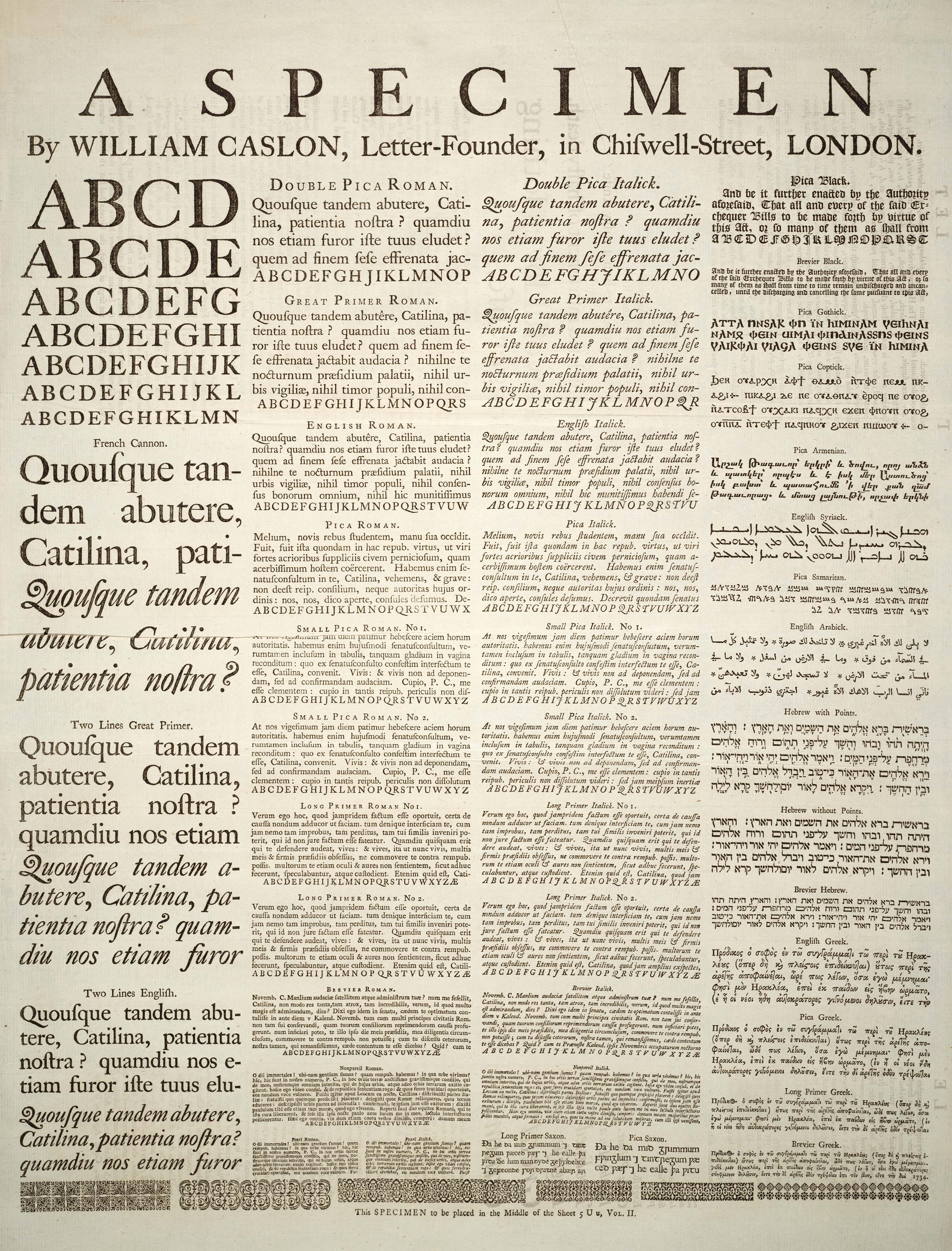
Vzor písma - William Caslon, 1734

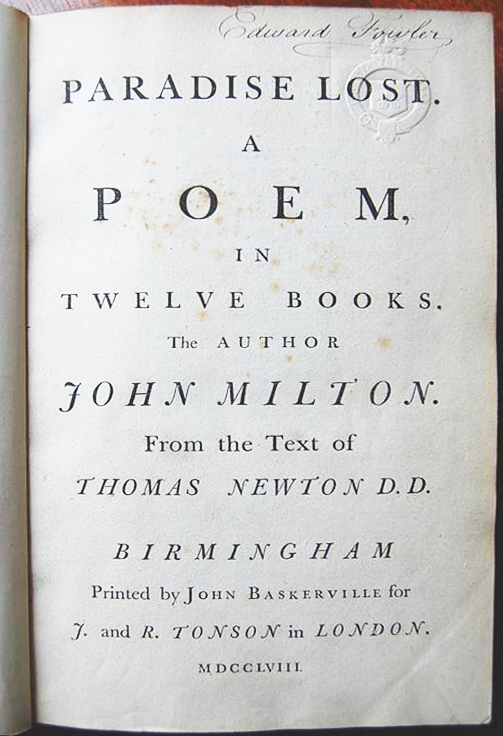
Ztracený ráj od J. Miltona tištěný Johnem Baskervillem, 1758

### Renesanční antikva
Počátkem 15. století v době renesance se s rozvíjejícím humanismem rozvinul i zájem o antickou kulturu a s tím i o antické monumentální nápisy. Tak se zrodila „staronová antikva“. Zprvu se propojovala gotická písma s latinkou a vznikaly písma přechodového typu, která se nazývají „groteskantikvy“, ale už v roce 1464 z rukou německého tiskaře A. Rushe, pochází písmo, jenž má všechny znaky antikvy. K dokonalosti antikvu dovedli až benátští tiskaři jako byl Nikolas Jenson. Dalším vynikajícím tiskařem byl Aldus Manutius z jehož dílny pochází první nakloněný řez písma – italika, pojmenovaný Chancery. Obraz písma se nadále prosvětloval a dekoratizoval. Francouzský písmolijec Claude Garamond vytvořil písma s výrazným prolnutím horizontálních serifů. Jeho písma se stala vzorem pro řadu tvůrců písem ve 20. století a vydávala ho řada písmolijen. Písmo renesančního typu a jeho modifikace je nazýváno jako „dynamická antikva“. Dynamickými antikvami francouzského typu se proslavil Christophe Plantin. Písma tohoto typu se staly velmi oblíbenými a ještě v 18. století, kdy vytvářel písmo tomto duchu William Caslon, který uzavírá pozdně renesanční typ dynamické antikvy.

### Barokní antikva
Pozvolnost přechodu renesance k baroku je zvláště patrná v oblasti písmové tvorby, kde rozdíl mezi oběma typy rozezná patrně jen odborník. Proto jsou barokní antikvy uváděny jako antikvy přechodového období, někdy shrnované pod názvem „přechodová antikva“. Barokní antikvy jsou svou formou kdesi uprostřed mezi vnitřní harmonií renesanční antikvy a chladnou elegancí ve vztahu silných a slabých linií klasicistní antikvy. Na rozdíl od renesančních typů písma, které se drží spíše čistých harmonických forem, barokní písmo využívá ornamentálnosti a dekorativní modifikace. Jako příklad lze uvést písmo Romain du Roi, které podle návrhů francouzské akademie věd vyryl Philippe Grandjean pro královskou tiskárnu. Úspěch Grandjeanova písma a monopol jeho využití podnítily řadu jeho následovníků k vytvoření písmových obměn. Např. Pierre Simon Fournier vytvořil písmo zvláště výrazně odrážející charakter barokní antikvy. Zasloužil se také o zavedení jednotného typografického měrného systému. Vydal typografickou příručku Manuel Typographique, kde stanovuje míry a velikosti písma a potřebné jednotky důležité pro knižní sazbu. Svou prací též položil základy k dnešní typometrické soustavě. Dalším tvůrcem barokní antikvy byl Angličan John Baskerville, který vytvořil písmo natolik moderní, že bylo počátkem 19. století znovu oživeno a je dodnes používáno.

### Klasicistní antikva
Doba klasicismu je podnícena mimo jiné i novou vlnou zájmu o antiku, která se zvedla také díky novým archeologickým vykopávkám. Klasicistní antikva je čistá a jasná. Vykazuje chladnost, racionálnost a má náběh k uniformitě. Serif a slabou linii v duktu písma nahrazuje vlasová linie. Vyhrocen je kontrast slabých a silných tahů. Klasicistní antikvě se také říká „statická antikva“. Tento druh písma vytvářela slavná tiskařská rodina Didotů, žijící v Paříži, z nichž nejznámější byl zřejmě Pierre Didot. Klasicistní antikva se stala písmem mladé francouzské republiky v napoleonském období. Vytlačila staré typy písma a rozšířila se po celé Evropě. Písmovým výrazem jsou jí velice blízká písma, která tvořil Ital Giambattista Bodoni. Vytvořil řadu písem v nichž ještě zvětšil rozdíl mezi slabými a silnými tahy. Z řady písem obdobného řezu je relativně samostatná zejména antikva německého rytce Justuse Ericha Walbauma, jejíž oblá písmena mají zvláštní napětí, dané nepatrným náběhem oblouků k hraně. Jeho antikva byla ovšem používána v Anglii, protože v Německu se ještě do 20. století sázelo převážně lomenými písmy (švabach).

### Písma 19. století
S prudkým rozmachem strojové výroby v 19. století se měnilo i písmolijectví. Objevilo se celé nové odvětví propagační grafiky, pro kterou jsou krásné antikvy nedostatečné, protože nedovedou dostatečně křičet a upozorňovat. Proto vznikají nové druhy písem, často nejpodivnějších křížení. Řada z nich proniká i do knižní tvorby a nahrazuje tak dosavadní jednoduchost, ušlechtilost a vyváženost. Z těchto důvodů se tyto typy písma označují jako „úpadková písma“, ale více jsou známá pod pojmem „akcidenční písma“. Vývoj těchto písem se dotkl především klasicistní antikvy. Výrazněji se zvýšil kontrast silných a slabých tahů, čímž se písmo nutně rozšířilo a tím vznikla tzv. „široká tučná antikva“. Naopak v kontrastu vzniklo i písmo, která se protáhlo do výšky tzv. „úzká tučná antikva“. Obě verze byly ještě dále nejrůznějším způsobem dekoratizovány, a to buď plošně nebo vznikaly různé typy „ornamentální plastické antikvy“. Další skupinou písem, které vznikly v průběhu 19. století jsou tzv. egyptienky.